# Vierville (Eure-et-Loir)
Vierville é uma comuna francesa na região administrativa do Centro, no departamento de Eure-et-Loir. Estende-se por uma área de 6,81 km². Em 2010 a comuna tinha 129 habitantes (densidade: 18,9 hab./km²).